# Liga Nacional de fútbol femenino 1995-96
La Liga nacional de fútbol femenino 1995-96 fue la octava edición de la Primera División Femenina de España.
El Añorga KKE ganó aquí su tercer y último título, convirtiéndose así en el equipo con más ligas del momento.

## Sistema de competición
El campeonato fue organizado por la Real Federación Española de Fútbol.
El torneo constaba de un grupo único integrado por 9 clubes de toda la geografía española. Siguiendo un sistema de liga, los 9 equipos se enfrentaron todos contra todos en dos ocasiones -una en campo propio y otra en campo contrario- sumando un total de 18 jornadas. El orden de los encuentros se decidió por sorteo antes de empezar la competición.
La clasificación final se estableció con arreglo a los puntos obtenidos en cada enfrentamiento, a razón de dos por partido ganado, uno por empatado y ninguno en caso de derrota.

## Clasificación final
| Pos | Equipo                | Ptos |
| --- | --------------------- | ---- |
| 1   | Añorga KKE            | 36   |
| 2   | Oroquieta Villaverde  | 31   |
| 3   | RCD Español Inreplast | 30   |
| 4   | C.E. Sabadell         | 28   |
| 5   | Sondika CF            | 27   |
| 6   | Llers                 | 19   |
| 7   | Club Atlético Málaga  | 16   |
| 8   | Club Femení Barcelona | 16   |
| 9   | Oviedo Tradehi        | 1    |